# Belcampo
Belcampo, de son vrai nom Herman Pieter Schönfeld Wichers, né le 21 juillet 1902 à Naarden et mort le 2 janvier 1990 à Groningue, est un écrivain et médecin néerlandais. « Belcampo » est la traduction italienne de son nom de famille Schönfeld, qui signifie en français « beau champ ».

## Biographie
Herman Schönfeld Wichers grandit à Rijssen, où son père exerce la profession de notaire. Dans le sillage de celui-ci, il étudie le droit notarial à Leyde et Amsterdam et travaille durant trois mois dans un cabinet d’avocat. Son frère, Karel, également marqué par l'héritage paternel, est candidat notaire à Rijssen, mais c'est dans le domaine de la linguistique qu'il se fera surtout connaître, en publiant un dictionnaire pratique du twents, dialecte parlé au début du XXe siècle dans leur région d'origine. Herman ne tarde pas lui aussi à changer de cap.
Dans les années 1930, au grand désespoir de ses parents, il entreprend un voyage à travers l’Europe – il survit en échangeant repas et gîte contre des portraits qu'il réalise – ; ce voyage, il le racontera en 1939 dans De Zwerftocht van Belcampo, un recueil d’histoires qu'il publie à compte d’auteur, comme ce sera aussi le cas pour De Verhalen van Belcampo. Ce livre, cependant, suscite un certain intérêt dans les milieux littéraires. En 1937, parce que le notariat ne l'inspire guère et qu'il ne s'imagine pas pouvoir vivre uniquement de sa plume, il entame des études de médecine et, le 13 avril 1949, il passe l’examen pour accéder à la profession. Entretemps, en 1939, il s'est marié : un mariage qui lui donnera trois enfants ; il fera d'ailleurs jouer à ceux-ci un rôle dans sa nouvelle Les Choses au pouvoir.
Diplôme de médecine en poche, il tient un cabinet à Bathmen, qu'il quitte en 1953 pour aller s'établir avec sa famille à Groningue, où il exerce la médecine scolaire jusqu'en 1967. C'est durant cette période, en 1958, qu'il écrit Le Grand Événement (Het Grote Gebeuren), une nouvelle qui a pour cadre Rijssen. Avec une certaine ironie, il y décrit l’idée qu’il se fait de l’Apocalypse : les habitants de Rijssen voient leurs peurs représentées sous la forme d’armées de démons et d’anges qui viennent régler les comptes au Jour du Jugement. La chose n'est guère appréciée parmi les rangs chrétiens. Jaap Drupsteen – graphiste, auteur notamment de dessins figurant sur certains billets de banque néerlandais avant l'arrivée de l'euro – réalisera une adaptation du récit pour la télévision dans le style du réalisme magique ; l’émission, diffusée aux Pays-Bas la veille de l’an 1975, rencontrera un franc succès.
Schönfeld Wichers, dit Belcampo, décède le 2 janvier 1990. Sa dépouille est transportée sur une simple charrette de paysan, le 5 janvier 1990, et il est inhumé au côté de son père, dans le vieux cimetière de Rijssen.

## Œuvre
Belcampo est surtout connu pour ses nouvelles fantastiques, souvent basées sur une idée relativement simple, un postulat extraordinaire – « Que se passerait-il, si... ? » –, dont les aspects et les conséquences sont traités avec un souci constant, paradoxal, de réalisme. Il se dégage de ses récits un climat souvent pesant. Son œuvre et son style, en tant que nouvelliste, l’apparentent entre autres au Britannique Roald Dahl, au Français Marcel Aymé, au Russe Mikhaïl Boulgakov, ou encore au Belge Thomas Owen. À ce jour, seuls quelques-uns de ses récits – cinq en tout – ont bénéficié d'une traduction et d'une publication en français (cf. la Bibliographie).

## Récompenses

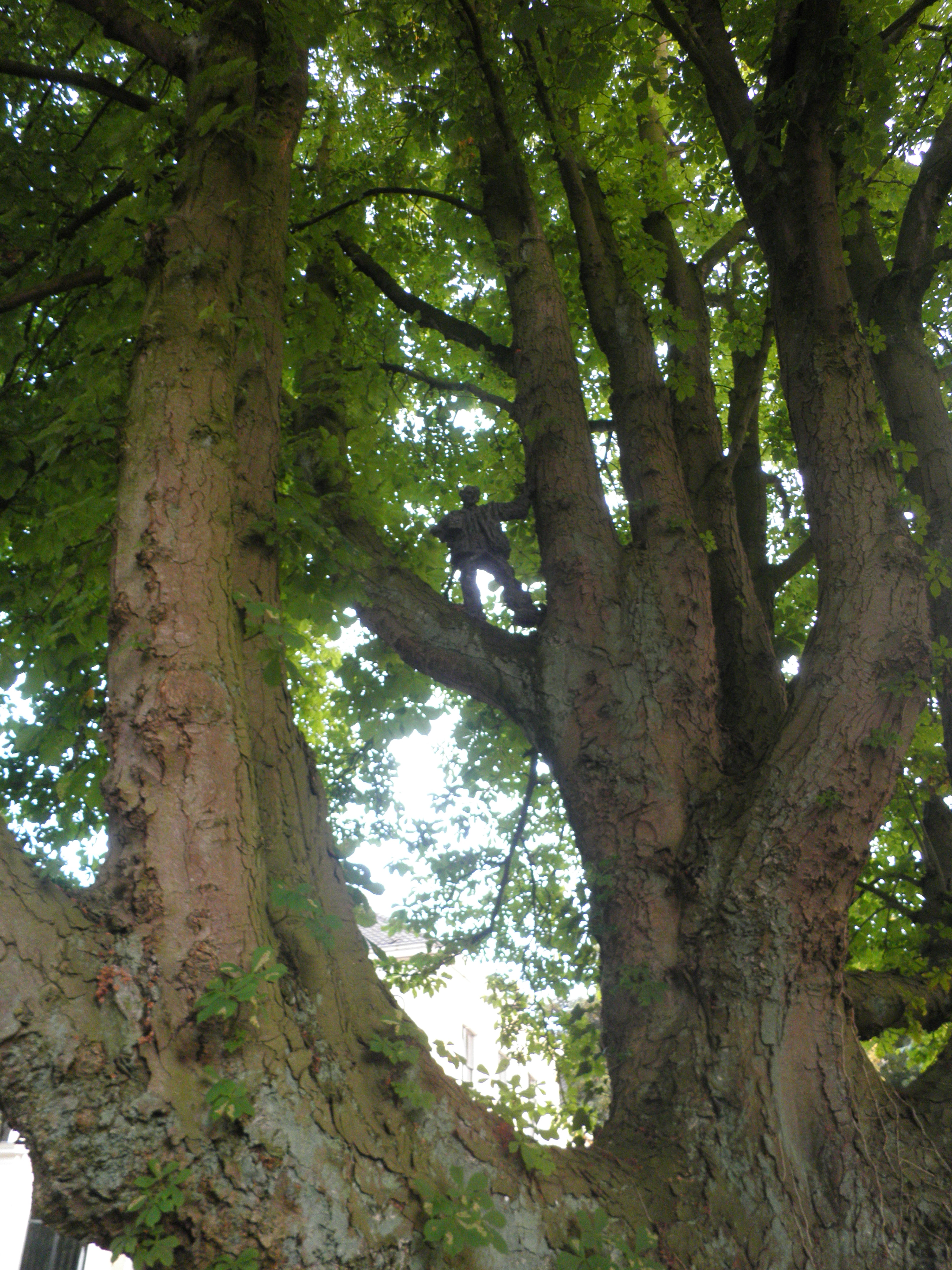
De dokter in de boom (« Le docteur dans l'arbre »). Statuette représentant H. P. Schönfeld Wichers – Belcampo – dans un marronnier à Bathmen. Œuvre de Theo Schreurs.

- 1956 – Prix Marianne Philips pour l’ensemble de son œuvre
- 1959 – Prix de la Stichting Kunstenaarsverzet (i.e. « Résistance d'artiste ») 1942-1945 pour son œuvre en prose
- 1960 – Prix Hendrik de Vries pour l’ensemble de son œuvre
- 1983 – Prix Tollens pour l’ensemble de son œuvre.

## Hommages
À Rijssen, des initiatives pour lui ériger une statue ou donner son nom à une rue se heurteront à une opposition de la part de l’administration communale. Un échevin publie dans le journal Tubantia : « Bien sûr, Schönfeld Wichers a passé sa jeunesse ici, et son livre Le Grand Événement se déroule aussi dans cette ville, mais il faut bien admettre que, comme écrivain, il est loin de nous, de notre commune. » À l’automne 2007, un buste de Schönfeld Wichers sera toutefois exposé dans la bibliothèque publique de Rijssen, le temps d’une exposition consacrée à sa carrière d’écrivain.
À Bathmen, où Schönfeld Wichers exerça la médecine générale, le chemin qui conduit de la maison où il vécut jusqu’à l’église du village porte son nom. À l’un de ses endroits favoris, on a également placé une statuette en bronze le représentant, laquelle est perchée sur une branche vigoureuse d’un robuste marronnier.

### Œuvres traduites en français
- Le Monde fantastique de Belcampo, Paris, Denoël « coll. Présence du Futur, n° 67 », 1963. – Contient les nouvelles Les Choses au pouvoir, Le Désir acharné, Le Récit d'Oosterhuis, Les Montagnes russes et Le Grand Événement.

### Sur Belcampo
- Diny Schouten, « Belcampo », traduit du néerlandais par Flory Corbex-Buvens, dans Septentrion, n° XIX-2 (1990).

## Filmographie
- Bloedverwanten, réalisé par Wim Lindwer, scénario de John Brason d’après le récit homonyme de Belcampo - France/Pays-Bas, 1977 - avec Maxim Hamel, Sophie Deschamps, Ralph Arcis, Wim Kouwenhoven, Eddie Constantine, Robert Dalban.
- Het Grote Gebeuren, téléfilm magique-réaliste avec animation réalisé par Jaap Drupsteen, diffusé en 1975 par le VPRO (Pays-Bas).